# Говард Робертсон
Говард Персі Робертсон (27 січня 1903 — 26 серпня 1961) — американський математик і фізик, відомий своїм внеском у фізичну космологію та принцип невизначеності. Він був професором математичної фізики в Каліфорнійському технологічному інституті та Принстонському університеті.
Робертсон зробив важливий внесок у математику квантової механіки, загальної теорії відносності та диференціальної геометрії. Застосовуючи теорію відносності до космології, він незалежно від інших сучасників розробив концепцію розширення Всесвіту. Його ім'я найчастіше асоціюють з дослідженим ним ефектом Пойнтінга–Робертсона — процесом, за допомогою якого сонячне випромінювання змушує пилинку на навколозоряній орбіті втрачати кутовий момент.
Під час Другої світової війни Робертсон служив у Комітеті з досліджень національної оборони і Управлінні наукових досліджень і розробок. Він працював технічним консультантом військового міністра, офіцером зв'язку OSRD у Лондоні та начальником консультативного відділу наукової розвідки у Верховному командуванні Союзних експедиційних сил.
Після війни Робертсон був директором групи оцінки систем озброєння в Офісі міністра оборони США з 1950 по 1952 рік, головою групи Робертсона з НЛО в 1953 році та науковим радником Верховного головнокомандувача Об'єднаних збройних сил НАТО в Європі в 1954 та 1955 роках. З 1956 по 1961 рік він був головою Ради з питань оборонної науки, а з 1957 по 1961 рік — членом Науково-консультативного комітету президента США.
На його честь названо кратер Робертсон на зворотному боці Місяця.

## Раннє життя
Говард Персі Робертсон народився 27 січня 1903 року в місті Гоквіем у штаті Вашингтон. Він був старшим із п'яти дітей Джорджа Дункана Робертсона, інженера, який будував мости в штаті Вашингтон, і Анни Маклеод, медсестри. Його батько помер, коли йому було 15 років. Попри бідність родини, усі п'ятеро братів і сестер навчалися в університеті. Говард Персі Робертсон вступив до Університету Вашингтону в Сіетлі в 1918 році, спочатку з наміром вивчати інженерію, але пізніше перейшов на математику. У 1922 році він здобув ступінь бакалавра наук з математики, а в 1923 році — ступінь магістра математики та фізики.
У 1923 році Робертсон одружився з Анджелою Турінскі, студенткою філософії та психології Вашингтонського університету. У них було двоє дітей: Джордж Дункан, який став хірургом, і Марієтта, яка пізніше одружилась з істориком з Каліфорнійського технологічного інституту Пітером Феєм. У Вашингтонському університеті він також познайомився з Еріком Темплом Беллом, який заохотив його вивчати математику в Каліфорнійському технологічному інституті. Там у 1925 році під керівництвом Гаррі Бейтмана Робертсон закінчив свою докторську дисертацію з математики та фізики «Про динамічний простір-час, який містить конформний евклідів 3-простір».
Здобувши ступінь доктора філософії, Робертсон отримав стипендію Національної дослідницької ради для навчання в Геттінгенському університеті в Німеччині, де познайомився з Девідом Гільбертом, Ріхардом Курантом, Альбертом Ейнштейном, Вернером Гейзенбергом, Ервіном Шредінгером, Мартіном Шварцшильдом, Джоном фон Нейманом і Юджином Вігнером. Він виявив, що Макс Борн не приймав його концепцію розширення всесвіту, вважаючи її «сміттям». Він також провів шість місяців у Мюнхенському університеті Людвіга — Максиміліана, де був постдоком Арнольда Зоммерфельда.

## Математика
Робертсон повернувся до США у 1927 році і став доцентом математики в Каліфорнійському технологічному інституті. У 1928 році він прийняв посаду асистента професора математичної фізики в Принстонському університеті, де він став асоційованим професором у 1931 році, а професором у 1938 році. 1936 рік він провів у відпустці в Калтеху. Його інтерес до загальної теорії відносності та диференціальної геометрії призвів його до написання серії робіт, які розвивали цю тему.

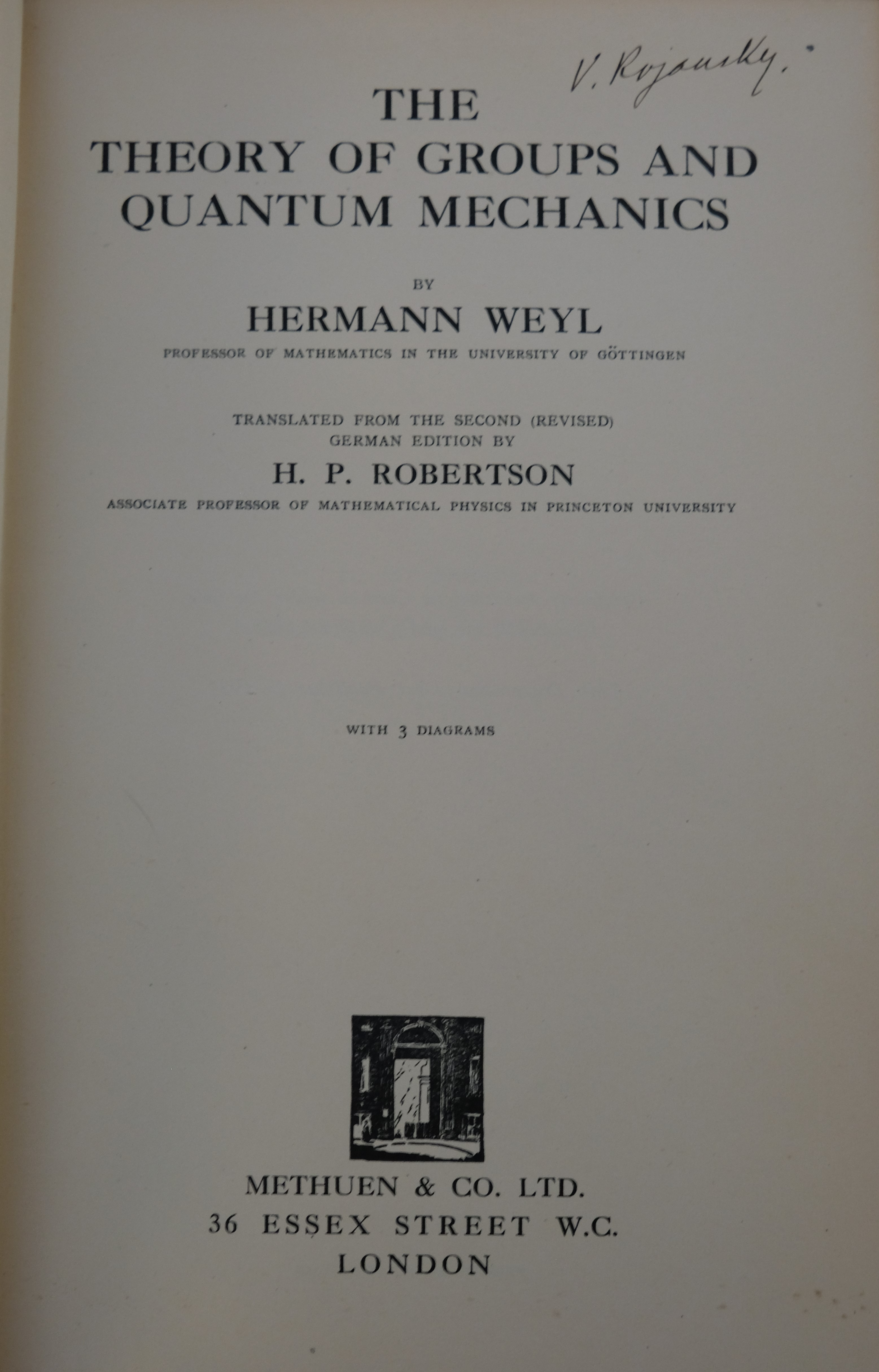
«Теорія груп і квантова механіка» Германа Вейля (переклад Робертсона)

Робертсон написав три важливі статті з математики квантової механіки. У першій, написаній німецькою мовою, він розглянув систему координат, необхідну для розв'язання рівняння Шредінгера. Друга досліджувала зв'язок між комутативністю та принципом невизначеності Гейзенберга. Третя поширила другу на випадок m спостережуваних величин. У 1931 році він опублікував переклад «Теорії груп і квантової механіки» Вейля.
Саме анонімна рецензія Робертсона 1936 року на статтю, подану Альбертом Ейнштейном до Physical Review, змусила Ейнштейна зняти статтю з розгляду.
Проте, мабуть, найбільш помітним досягненням Робертсона було застосування теорії відносності до космології. Він незалежно від інших сучасників розробив концепцію розширення Всесвіту, яка передбачала, що далекі галактики мають червоний зсув — явище, яке раніше підтвердив Весто Слайфер. Робертсон застосував теорію неперервних груп у просторах Рімана, щоб знайти всі розв'язки, які описують космологічні простори. Цей результат був розширений Артуром Джеффрі Вокером у 1936 році і тепер відомий як метрика Фрідмана — Леметра — Робертсона — Вокера.
Одна зі знакових статей Робертсона, коротка замітка в Annals of Mathematics під назвою «Примітка до попередньої статті: проблема двох тіл у загальній теорії відносності», розв'язала цю задачу з точністю, яка не була перевершена протягом кількох десятиліть. Попередні роботи, такі як метрика Шварцшильда, стосувалися нерухомого центрального тіла, тоді як розв'язок Робертсона розглядав два тіла, що обертаються одне навколо одного. Тим не менш, його рішення не врахувало гравітаційне випромінювання, тому тіла обертались вічно, а не наближались одне до одного.
Проте ім'я Робертсона найчастіше асоціюють з ефектом Пойнтінга–Робертсона, процесом, за яким сонячне випромінювання змушує пилинку, що обертається навколо зорі, втрачати кутовий момент. Це пов'язано з компонентою світлового тиску, дотичною до руху пилинки. Джон Генрі Пойнтінг описав це явище в 1903 році на основі теорії «світоносного ефіру», яка пізніше була витіснена теорією відносності Ейнштейна. У 1937 році Робертсон описав ефект у термінах загальної теорії відносності.
Робертсон розробив теорію інваріантів тензорів для виведення рівняння Кармана—Говарта в 1940 році, яке пізніше було використано Джорджем Батчелором і Субраманьяном Чандрасекаром у теорії осесиметричної турбулентності для виведення рівняння Батчелора–Чандрасекара.

## Друга Світова війна
Крім роботи в галузі фізики, Робертсон відігравав визначну роль в американській науковій розвідці під час і після Другої світової війни. Незабаром після початку Другої світової війни в 1939 році до нього звернувся Річард Толмен, і він почав працювати в Комітеті пасивного захисту від бомбардувань. Пізніше цей комітет увійшов до Відділу 2 Комітету з досліджень національної оборони, де Робертсон займався вивченням кінцевої балістики.
У 1943 році Робертсон став головним науковим співробітником Управління наукових досліджень і розробок у Лондоні. Він був близьким другом Реджинальда Віктора Джонса, і Соллі Цукерман високо оцінив роботу Робертсона та Джонса над радіолокаційними променями й маяками. У 1944 році Робертсон також став технічним консультантом військового міністра та начальником консультативного відділу наукової розвідки у Верховному командуванні Союзних експедиційних сил. Його вільне володіння німецькою допомогло йому допитувати німецьких вчених, у тому числі ракетників, які брали участь у ракетній програмі Фау-2. За заслуги у бойових діях нагороджений медаллю «За заслуги».

## Подальше життя
Після війни в 1947 році Робертсон обійняв посаду професора в Каліфорнійському технологічному інституті. Він залишиться там до кінця своєї кар'єри, за винятком тривалих періодів державної служби. Він був секретним співробітником Центрального розвідувального управління та директором групи оцінки системи озброєння в Офісі міністра оборони, Групи оцінки системи озброєння в Офісі міністра оборони з 1950 по 1952 рік, а також науковим радником Верховного головнокомандувача Об'єднаних збройних сил НАТО в Європі у 1954 і 1955 роках. У 1953 році він очолив комісію Робертсона, яка досліджувала хвилю повідомлень про НЛО в 1952 році. З 1956 по 1961 рік він був головою Ради з питань оборонної науки, а з 1957 по 1961 рік — членом Науково-консультативного комітету президента США.
Він був членом Національної академії наук США, де обіймав посаду секретаря академії з закордонних справ з 1958 року до своєї смерті в 1961 році. Також він був членом Американської академії мистецтв і наук, Американського математичного товариства, Американського фізичного товариства, Американського астрономічного товариства, Американського філософського товариства, Товариства з промислової та прикладної математики.
У серпні 1961 року Робертсон був госпіталізований після травми в автомобільній аварії. Він переніс тромбоемболію легеневої артерії і помер 26 серпня 1961 року. У 1971 році донька та зять Робертсона передали його документи в архів Каліфорнійського технологічного інституту.